# فنی-۳
فنی-۳ (به لاتین: Feni-3) یک منطقهٔ مسکونی در بنگلادش است که در ناحیه فنی واقع شده‌است.